# Qwant
Qwant je proprietární webový vyhledávač provozovaný francouzskou společností Qwant. Jeho provozovatelé tvrdí, že nesledují uživatele a nepersonalizují výsledky vyhledávání, takže uživatelé nejsou v rámci vyhledávání uzavřeni ve své sociální bublině. Je tak považován za vyhledávač ctící soukromí uživatelů.
Mezi software, který jej podporuje, patří mobilní operační systém /e/ a webové prohlížeče Brave a Vivaldi.